# مرکز بین‌المللی چین
مرکز بین‌المللی چین (انگلیسی: China International Center) ساختمان اداری ۶۲ طبقه مستقر در شهر گوانگ‌ژو، چین است، که در سال ۲۰۰۷ احداث گردید.